# Razobazam
Il razobazam (INN) è un farmaco che è un derivato delle pirazolodiazepine. Il suo meccanismo d'azione sembra essere molto diverso da quello della maggior parte dei farmaci benzodiazepinici e produce effetti nootropici negli studi sugli animali.